# Cyclosa elongata
Cyclosa elongata là một loài nhện trong họ Araneidae.
Loài này thuộc chi Cyclosa. Cyclosa elongata được Biswamoy Biswas & Dinendra Raychaudhuri miêu tả năm 1998.